# Izobutil-amin
Az izobutil-amin az aminok közé tartozó szerves vegyület, képlete (CH3)2CHCH2NH2. Színtelen folyadék. A bután négy izomer aminjának egyike, a másik három az n-butil-amin, a szek-butil-amin és a terc-butil-amin. A valin aminosav dekarboxilezett formája, a valin dekarboxiláz enzim hatására keletkező metabolit.

## Fordítás
Ez a szócikk részben vagy egészben  az   Isobutylamine című angol Wikipédia-szócikk ezen változatának fordításán alapul.  Az eredeti cikk szerkesztőit annak laptörténete sorolja fel. Ez a jelzés csupán a megfogalmazás eredetét és a szerzői jogokat jelzi, nem szolgál a cikkben szereplő információk forrásmegjelöléseként.